# Micrantheum
Micrantheum là một chi thực vật có hoa trong họ Picrodendraceae.

## Hình ảnh

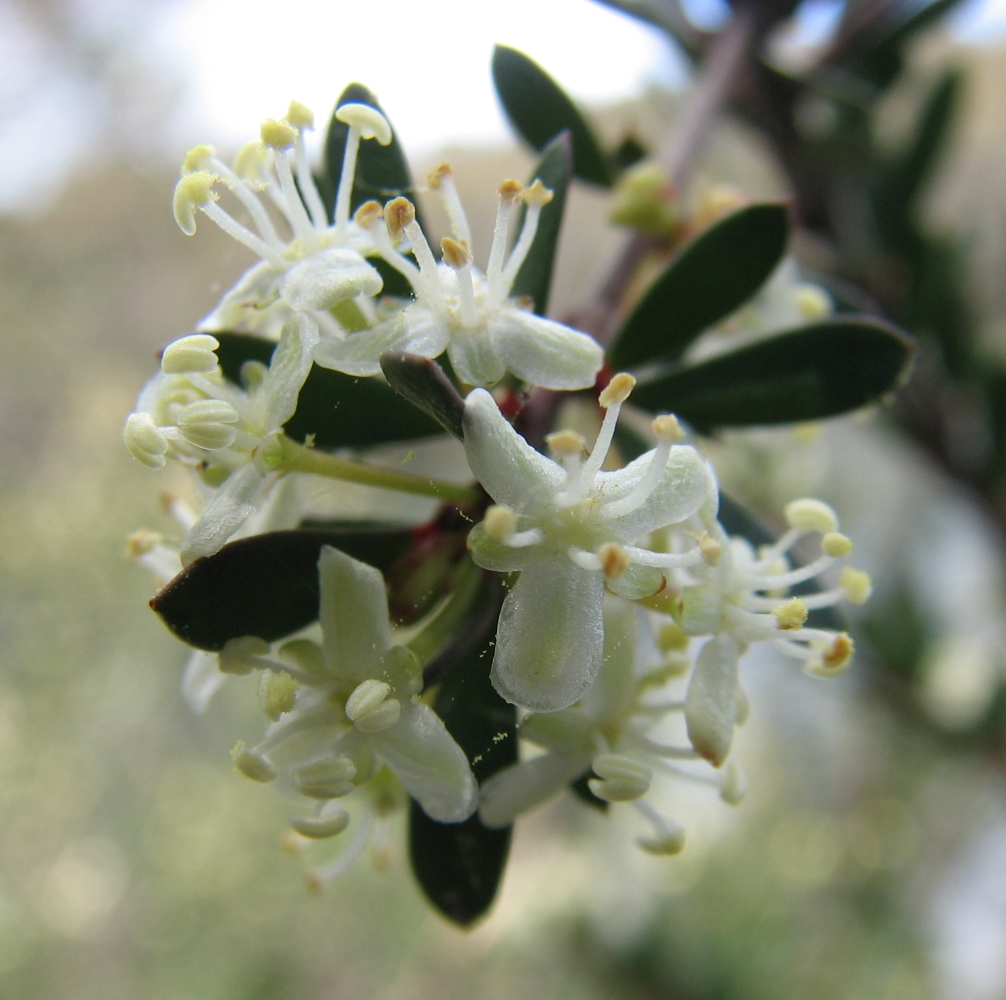
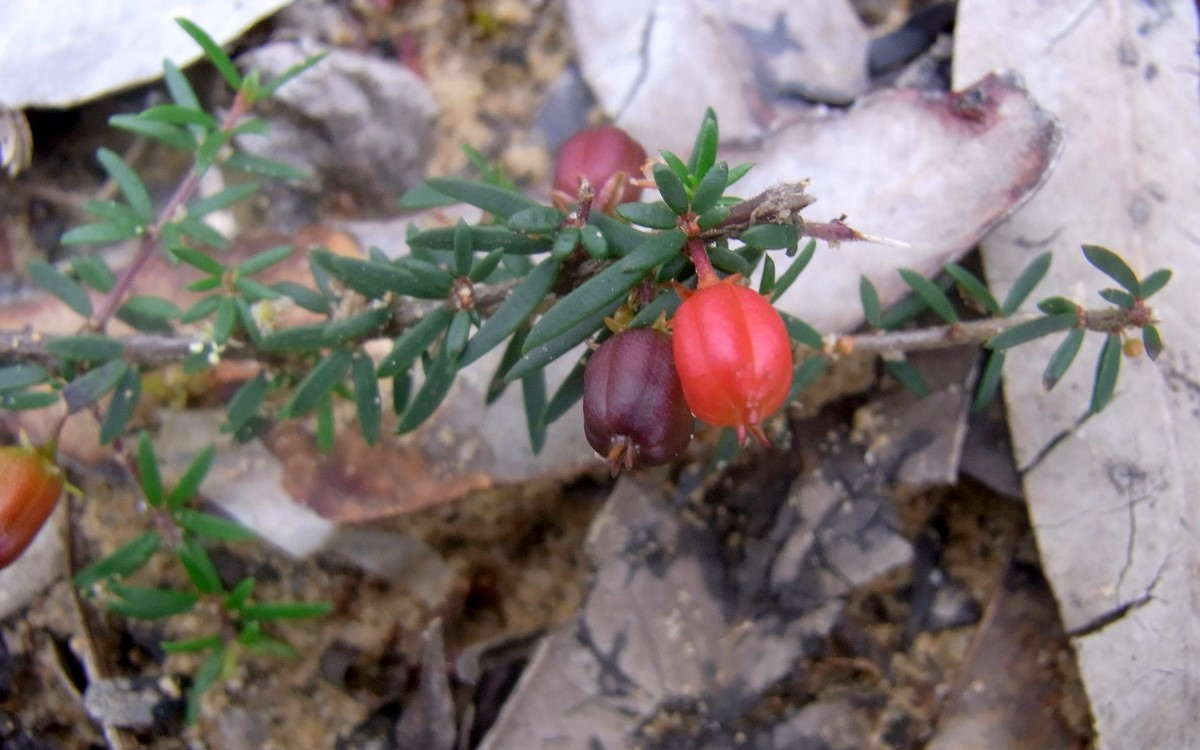

## Loài
Chi Micrantheum gồm các loài: